# Denebola brachycephala
Denebola brachycephala és una espècie extinta de cetaci, l'única coneguda del gènere Denebola, pertanyent a la família dels monodòntids. És el primer avantpassat conegut de la beluga (Delphinapterus leucas) i data de l'època del Miocè. Un fòssil trobat a la península de Baixa Califòrnia (Mèxic indica que la família dels monodòntids vivia en aigües càlides.